# Rio Paraupava
Rio Paraupava foi o nome dado pelos bandeirantes paulistas no século XVII ao actual rio Araguaia junto com o trecho inferior do rio Tocantins. A partir de 1644, com Bartolomeu Barreiros de Ataíde, passou a designar-se pelo nome de Araguaia.